# لودیا مونترو
لودیا مونترو (اسپانیایی: Ludia Montero‎؛ زادهٔ ۱۷ آوریل ۱۹۹۹) وزنه‌بردار اهل کوبا است.
وی در مسابقات کشوری و بین‌المللی در مجموع برندهٔ ۱ مدال نقره، ۱ مدال برنز شده‌است.